# Leo von Klenze

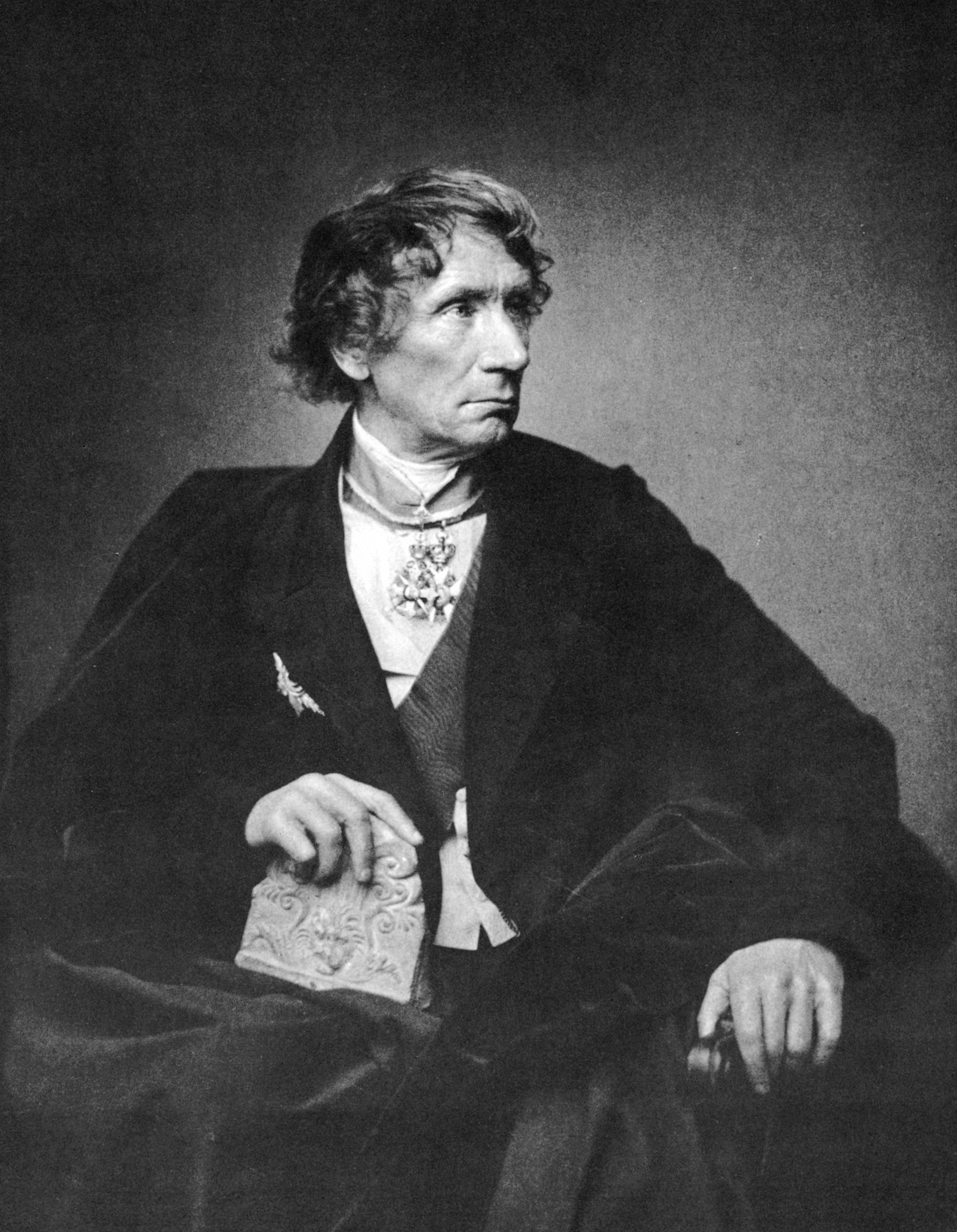
Leo von Klenze år 1856.

Franz Karl Leopold von Klenze, född 29 februari 1784 i närheten av Hildesheim, död 27 januari 1864 i München, var en tysk arkitekt, verksam inom nyklassicismen. 
von Klenze studerade först vid universitetet i Berlin, därefter vid Bauakademie och från 1803 i Paris vid polytekniska skolan för Durand och Percier samt i England och Italien. Han blev 1808 hovarkitekt och 1810 hofbaudirektor i Kassel och kallades 1815 till München, där han blev en av kung Ludvig I:s mest betrodda arkitekter. Först byggde han Glyptoteket 1816–1830, en för sin tid mönstergill museibyggnad med ett yttre, utmärkt lämpat för byggnadens innehåll och uppgift. Så följde Hertigens av Leuchtenberg hotell, Krigsministeriet (1824–1830), Posten, Alte Pinakothek i italiensk högrenässans (Bramantestil, 1826–1833), Allerheiligen-Hofkirche (1826–1837, italiensk-romansk), Odeon (1826–1828), vidare Walhalla (1830–1842) och Befreiungshalle (1842–1863), båda i närheten av Regensburg.
År 1838 reste von Klenze till Grekland och uppgjorde där på beställning stadsplan för Aten. I Sankt Petersburg, dit han första gången reste 1839, lämnade han ritningar till det nya Eremitaget. Han ansåg den grekiska stilen vara den värdigaste, men han rörde sig även på andra stilområden. Penningbrist och brist på konstnärligt skickliga hantverkare hindrade mer än en gång hans verk från att bli i detalj fullbordade enligt arkitektens avsikter. Han var även landskapsmålare. Han utgav Sammlung arkitektonischer Entwürfe (tio häften, 1831–1850) med flera fackarbeten samt Aphoristische Bemerkungen efter resan till Grekland, 1838.

## Bilder
| - Alte Pinakothek. - Allerheiligen-Hofkirche. - Walhalla. |